# ADDA
Pour les articles homonymes, voir Adda (homonymie).
L'ADDA est un acide aminé non protéinogène. 
Il entre notamment dans la constitution de peptides non ribosomiques tels que la nodularine R et les microcystines (cyanotoxines produites par des cyanobactéries).